# Wappenbuch des gesammten Adels im Königreich Württemberg

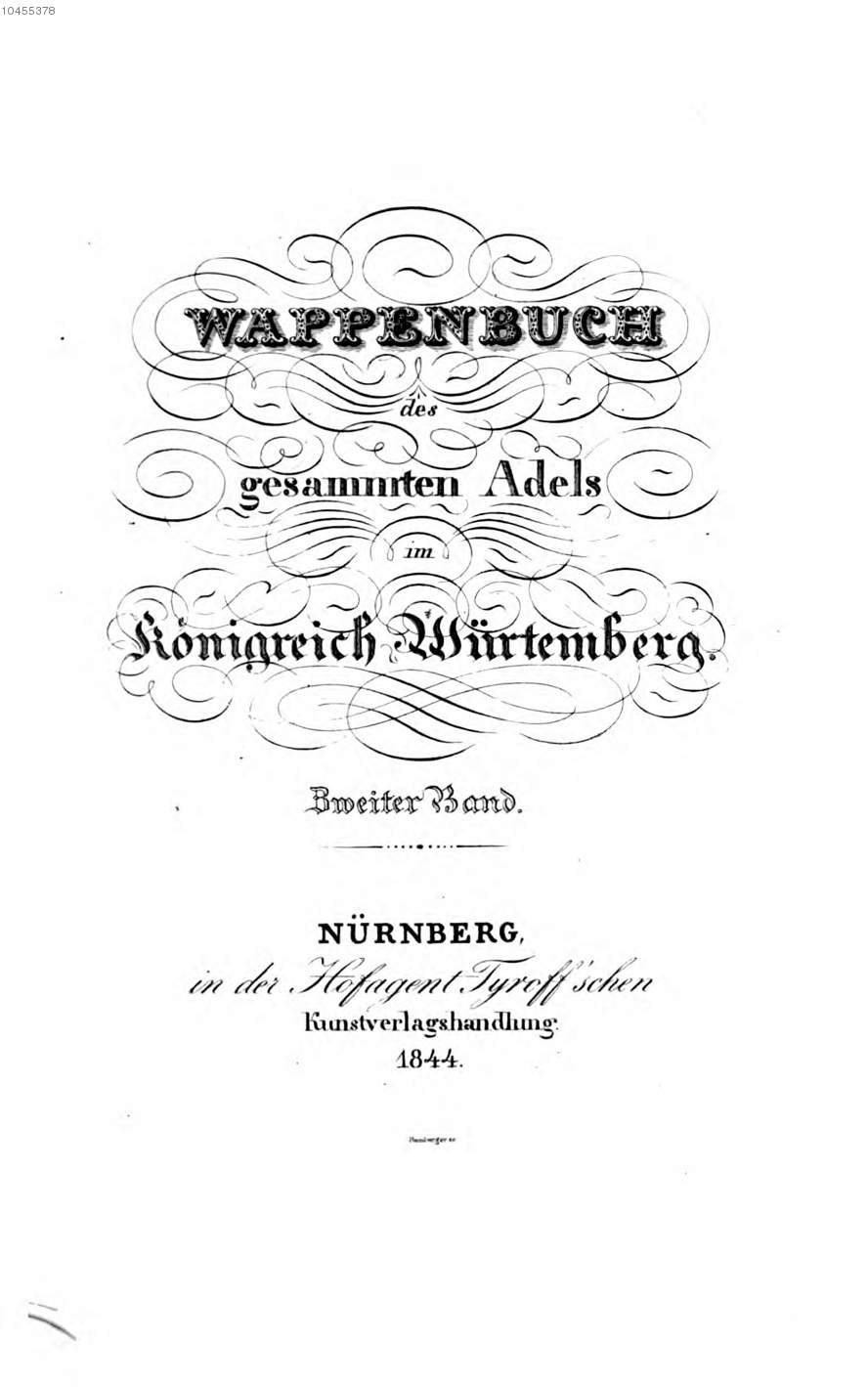
Titelseite zum Teil 2 (1844)

Das Wappenbuch des gesammten Adels im Königreich Württemberg ist eine Aufstellung von Wappen im Königreich Württemberg. Das Wappenbuch wurde zwischen 1844 und 1850 im Tyroffschen Kunstverlag verlegt und von J.A. Tyroff herausgegeben, es besteht aus vier Bänden.

## Weitere Wappenbücher  für Württemberg
In einer Auflage, aus dem Jahre 1879, „Der Adel des Königreichs Württemberg“,  von Edmund von der Becke-Klüchtzner,  wird neben den Wappenbeschreibungen erstmals auch der „genealogische Aspekt berücksichtigt“.

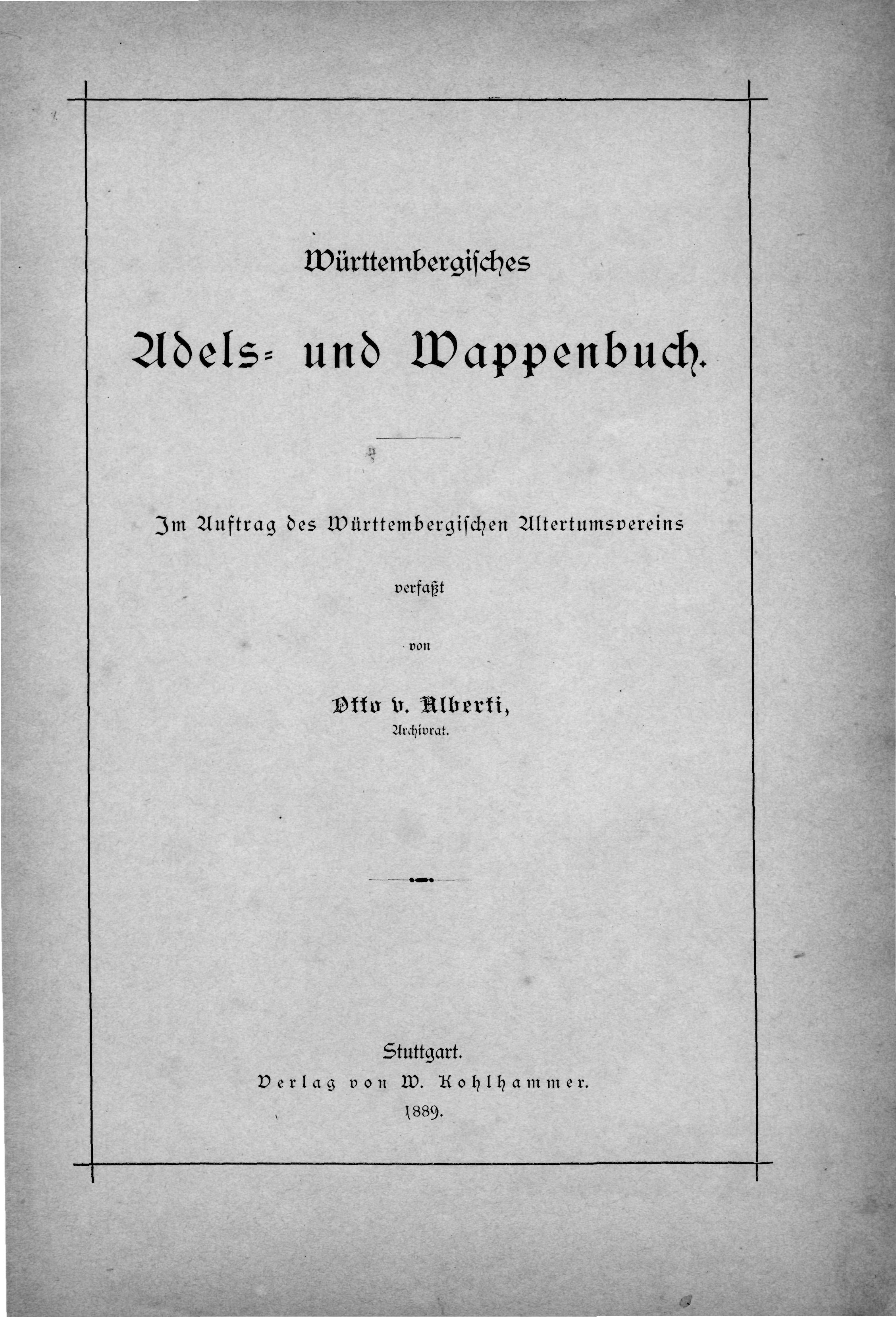
Wappenbuch von Otto von Alberti

Ein Nachschlagwerk von Otto von Alberti (Band 1 1889, Band 2 1899) über Adelsfamilien im Gebiet des Königreichs Württemberg mit  Wappenabbildungen.
Ein weiteres Wappenbuch wurde von J.G. Leonhard Dorst von Schatzberg (1809–1851) veröffentlicht, der Architekt und Heraldiker  gab zwischen 1843 und 1846 das Buch „Württembergisches Wappenbuch oder die Wappen des immatriculierten Adels im Königreich Württemberg“ so heraus, wie er die Wappen  in den Originalmatrikeln aus dem Jahr 1838 vorgefunden hat. Er legte den Schwerpunkt seiner Arbeit auf die Wappendarstellungen, das Buch bestand aus 10 Heften mit je 12 Tafeln und wurde in Halle a.d.S. gedruckt.